# Flugplatz Mainz-Finthen

i7
i11
i13
Der Flugplatz Mainz-Finthen (ICAO-Code: EDFZ) ist ein Verkehrslandeplatz in der rheinland-pfälzischen Landeshauptstadt Mainz, im Ortsbezirk Finthen. Betreiber ist die Flugplatz Mainz Finthen Betriebs GmbH im Auftrag des früheren Betreibers, des Luftfahrtvereins Mainz. Der Flugplatz wurde in der Zeit von 1993 bis zum 1. August 2008 von einem gemeinnützigen Verein betrieben.

## Geschichte des Flugplatzes

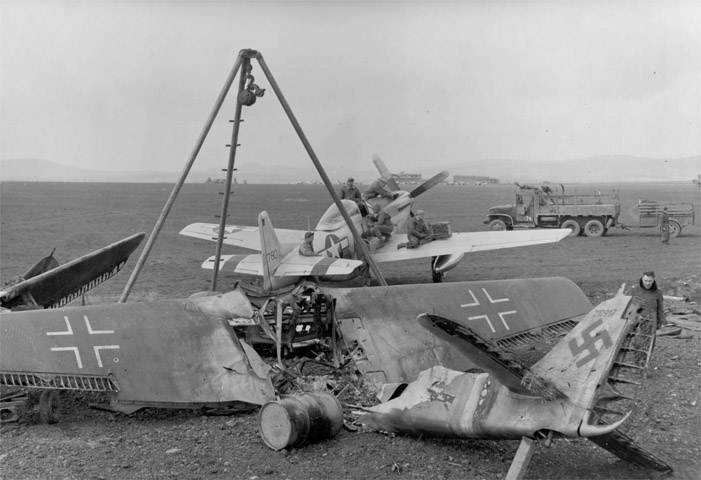
Zerstörtes Flugzeug im April 1945

Das Besondere am Flugplatz Mainz-Finthen ist, dass er im Zweiten Weltkrieg als runder Grasplatz für Nachtjagdflugzeuge (→ Nachtjagdgeschwader 5) gebaut wurde und auf seiner gesamten Fläche über ein effizientes Entwässerungs- und Drainagensystem verfügt – dieses ist kreisförmig mit einem Durchmesser von etwa 1,2 km auf dem gesamten Flugplatz angelegt.
Hierzu wurden sowohl der Reichsarbeitsdienst (von 1939 bis 1942) als auch männliche Zwangsarbeiter zweier Außenstellen (Finthen 1 und Finthen 2) des SS-Sonderlager Hinzert (vor allem von 1942 bis 1945) eingesetzt. In die Oberfläche des Flugplatzes wurden sehr große Mengen Hochofenschlacke (mehr als 60 Eisenbahnwaggonladungen) eingegraben und dazwischen ein netzartiges Drainagensystem verlegt, das die schnelle Entwässerung des gesamten Flugplatzgeländes, auch der inzwischen ungenutzten Flächen, bewirkt. Für die Anlage des Flugplatzes wurde der gesamte Finther Wald gerodet.
Am 27. März 1945 übernahmen die alliierten Truppen den Flugplatz als Advanced Landing Ground Y-64 (ALG Y-64 Ober-Olm), wobei ihn die United States Army Air Forces (USAAF) bis zum 20. Juni 1945 nutzte.
Danach übernahm zunächst die französische Armee den Flugplatz und baute die 1000 m lange Asphaltbahn für ihre Heeresflieger Aviation légère de l’armée de terre. Ein Nutzer in der zweiten Hälfte der 1950er Jahre war die Ecole de Spécialisation de l’Aviation Légère d’Observation d’Artillerie, eine Ausbildungseinrichtung für Artilleriebeobachter.
Nach deren Abzug übernahmen erneut die Amerikaner den Flugplatz, der fortan als Finthen Army Airfield (FAA Mainz-Finthen) bezeichnet wurde. Die US Army stationierte ab Mitte der 1970er Jahre die 205th Assault Support Helicopter Company (ASHC) „Geronimos“ mit etwa 20 Hubschraubern, wobei es sich mehrheitlich um CH-47C Chinooks handelte. Ab 1988 wurde diese Einheit nach Mannheim verlegt und hier durch die 295th ASHC „Cyclones“ abgelöst. Im Zusammenhang mit der Reorganisation der US-Streitkräfte wurde das Finthen Army Airfield in der Zeit vom Dezember 1991 bis September 1992 stillgelegt und nach der Räumung durch die US Army im November 1992 an die Bundesrepublik Deutschland bis auf eine Radarstation und ein kleines Trainingsgelände zurückgegeben.
Am 16. und 17. November 1980 feierte Papst Johannes Paul II. im Rahmen seines ersten großen Pastoralbesuchs in Deutschland auf dem Airfield mit tausenden Gläubigen die Heilige Messe.
Im Zuge der Operation El Dorado Canyon der USA gegen Libyen wurde das Gelände 1986/87 wegen des erhöhten Sicherheitsbedürfnisses eingezäunt und militärisch abgeriegelt. Diese Umzäunung ist zum größten Teil noch intakt.
Die US-Armee gab den Flugplatz 1992 auf. Im Anschluss wurde am 30. September 1993 der erste zwischen der Bundesrepublik und den USA geschlossene Mitbenutzervertrag unterzeichnet. Damit erhielt das Land Rheinland-Pfalz das Recht, den Flugplatz ab 1. Januar 1994 zivil mitzubenutzen. Zum 5. Januar 1995 wurde der ICAO-Code von EDOT in EDFZ geändert. Der Verkehrslandeplatz wird seit dem vom Luftfahrtverein Mainz betrieben, der den Betrieb am 1. August 2008 der neugegründeten Flugplatz Mainz-Finthen Betriebs GmbH übergab.
Im Jahr 2003 erweiterte die amerikanische Armee, die dort noch immer eine Radarstation und ein Häuserkampf-Übungsgelände betreibt, die Einzäunung im Osten des Gebietes.

## Infrastruktur

### Technische Daten
Der Verkehrslandeplatz mit zwei Start- und Landebahnen liegt rund 9 km südwestlich vom Mainzer Stadtzentrum, ca. ein Kilometer westlich des Mainzer Stadtteils Finthen in einer Höhe von 232 Metern. Nachtflug (PPR) ist erlaubt. Bei den beiden Landebahnen handelt es sich um eine Asphaltbahn mit Befeuerung und eine Grasbahn von jeweils 1000 m Länge in der Ausrichtung 07/25. Der Flugplatz ist Arbeitgeber zweier fest angestellter Beauftragter für Luftaufsicht (BfL).
Der Flugplatz ist für Luftfahrzeuge (incl. Hubschrauber) bis 14 t MTOW, Segelflugzeuge und Luftsportgeräte zugelassen. An der flugplatzeigenen Tankstelle auf dem Vorfeld kann während der Öffnungszeiten AVGAS, Jet-A1 und Superbenzin getankt werden. Zusätzlich zum betreibenden Verein gibt es mehrere verschiedene kommerzielle Flugschulen am Flugplatz, bei denen das Fliegen mit diversen Luftsportgeräten und Kleinflugzeugen erlernt werden kann. Außerdem gibt es am Platz auch noch eine Flugzeugwerft mit drei festen Mitarbeitern.

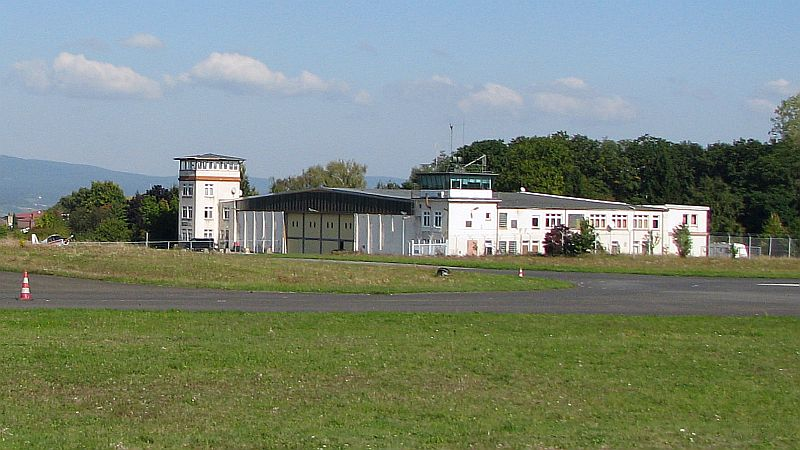
Tower-Gebäude vom früheren US-Stützpunkt Finthen Army Airfield (FAA)
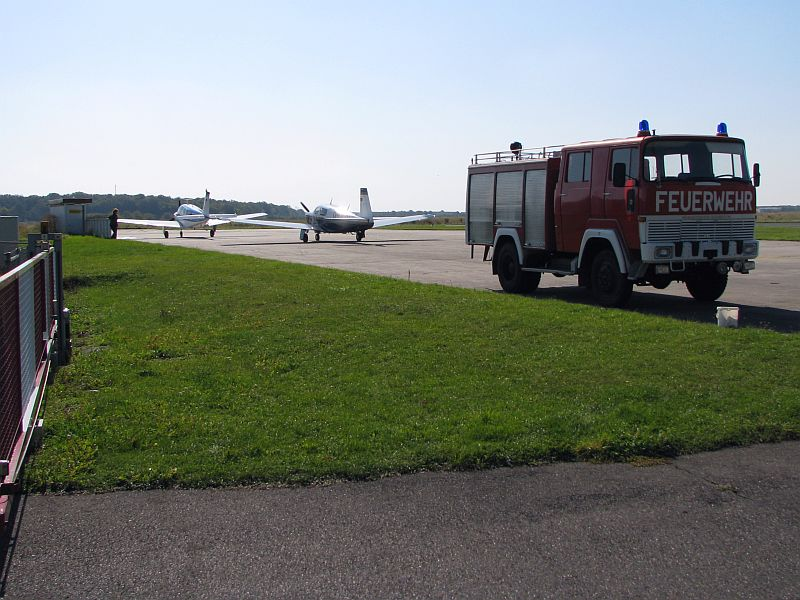
Links Betankungsanlage – Feuerwehrfahrzeug des Flugplatzes
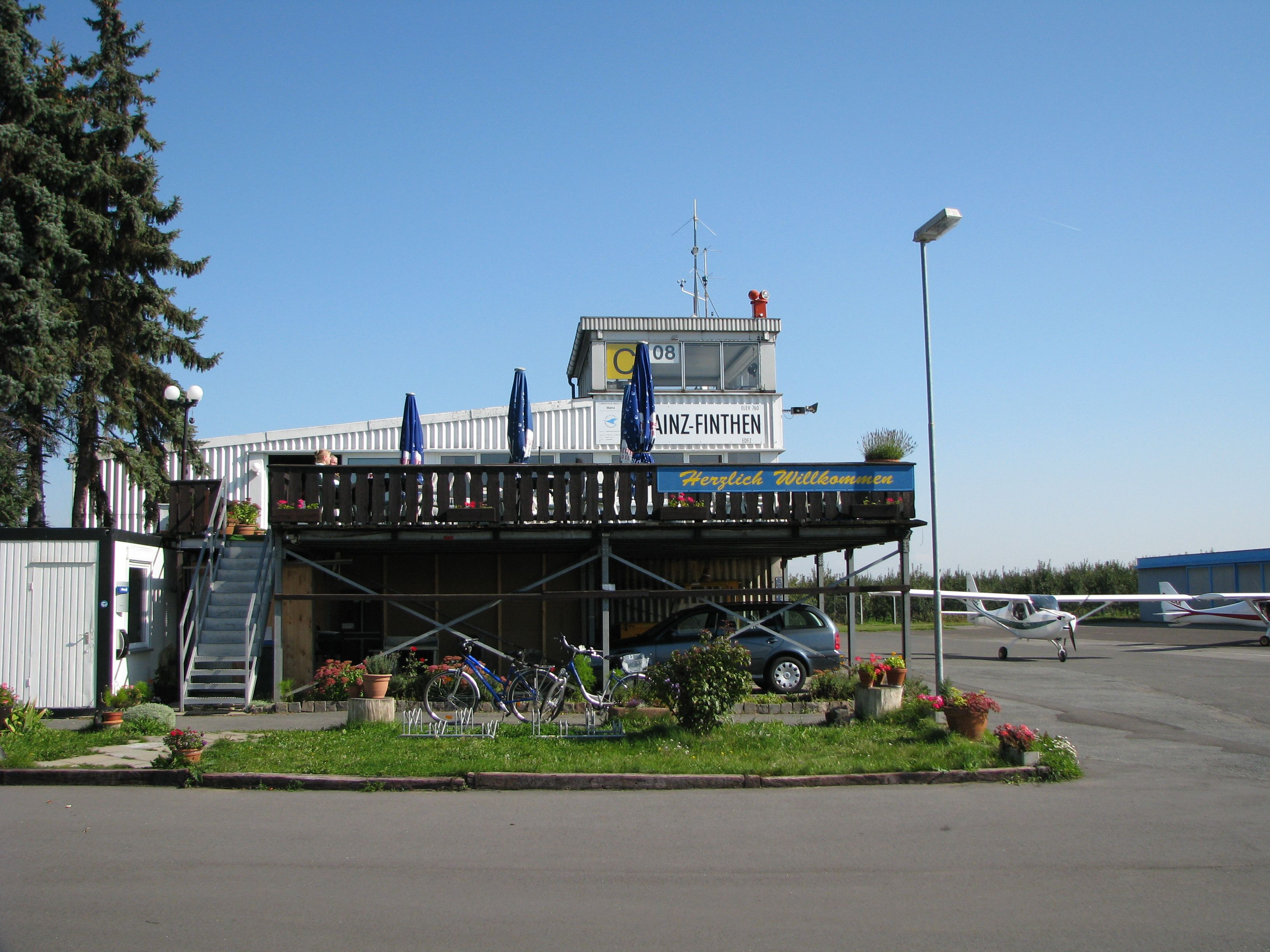
Altes Tower-Gebäude vom Flugplatz Mainz-Finthen
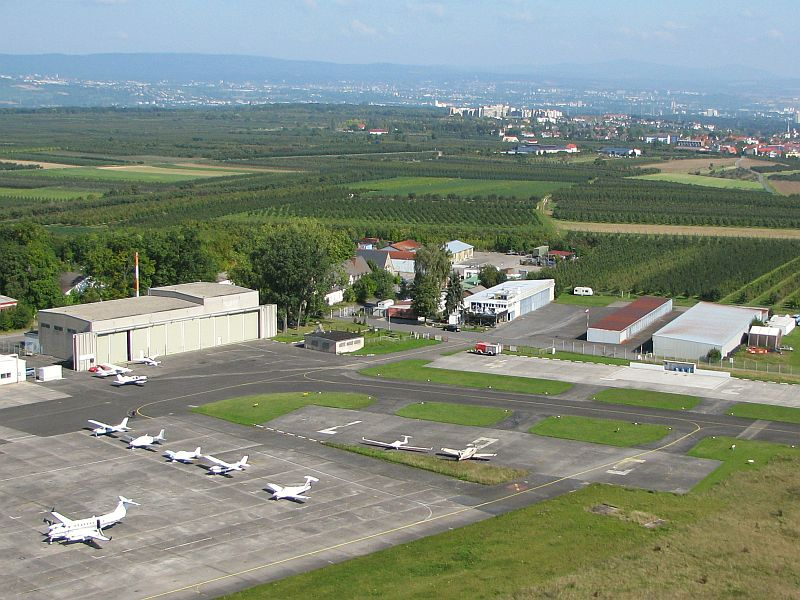
Hangar und Tower-Bereich
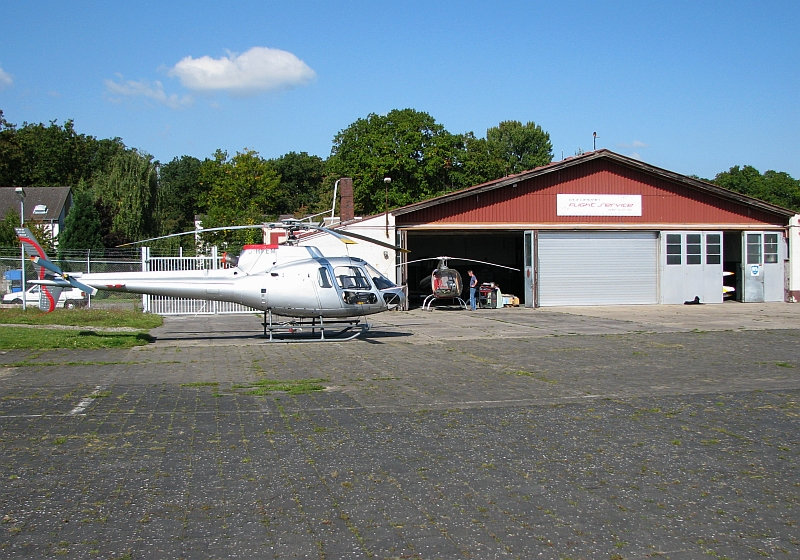
Arbeitsplätze in Betrieben rund um den Flugplatz
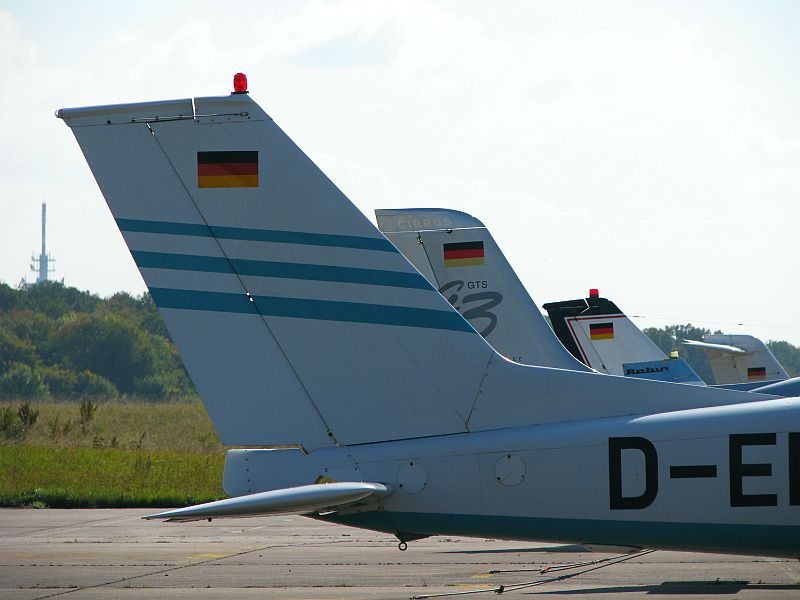
Parking Positions in Mainz-Finthen

### Schulung
Am Flugplatz ist die Schulung bzw. Ausbildung für Hubschrauber, Ultraleicht-Flugzeuge und Tragschrauber möglich. Motorflug- und Segelflugschulung wird ebenfalls angeboten.

### Flugplatz-Gaststätte
Im Zuge des Neubaus des Towergebäudes wurde die frühere clubeigene Kantine in eine professionell geführte Gaststätte umgewandelt. Seit 3. März 2012 hat das Restaurant Tower-One geöffnet. Von der vergrößerten Aussichtsterrasse hat man einen guten Überblick auf das Vorfeld und den Flugbetrieb.

### Motorsport
Der Flugplatz wurde regelmäßig für Motorsportveranstaltungen genutzt. 1964 fand das Internationale HMSC-Flugplatz-Rennen statt. Die Formel 3 hielt hier auch 1967 ein Rennen auf einer 2,1 km langen Strecke ab. Die Deutsche Rennsport-Meisterschaft gastierte von 1972 bis 1983.
Von 1984 bis 1990 wurde hier im Rahmen der DTM das Flugplatzrennen Mainz Finthen ausgetragen.
Automobil-Slaloms werden seit 1967 ausgetragen.

### Verkehrsanbindung
200 m entfernt vom Flugplatz befindet sich die Haltestelle Layenhof des Rhein-Main-Verkehrsverbundes. Die Zufahrt mit Kraftfahrzeugen ist nur über den Layenhof gestattet. Durch den Flugplatz verläuft am nordöstlichen Rand ein privater Radweg zwischen dem Layenhof, dem Ober-Olmer Wald und Finthen, der während der Betriebszeiten genutzt werden darf.
Die nächste Autobahnanschlussstelle ist Mainz-Finthen der Bundesautobahn 60 (19).

## Ökologische Besonderheiten
Nachdem es lange Sorgen gab, das Gelände würde für Bebauungen frei gegeben und der Flugbetrieb werde eingestellt, wurde das Gebiet zusammen mit dem angrenzenden Wald 2017 unter dem Namen Wiesen am Layenhof – Ober-Olmer Wald zum Naturschutzgebiet erklärt. Die weitere „ordnungsgemäße Nutzung“ des Flugplatzes soll gewährleistet bleiben.
Dank der Umzäunung dient im Besonderen der südliche Bereich des Flugplatzgeländes mit seinen weitläufigen Wiesen als Schutzraum für verschiedene Pflanzen und Tiere. In großer Zahl sind vom Aussterben bedrohte Insekten wie z. B. die blauflüglige Ödlandschrecke zu finden, Sichtungen des geschützten Gartenschläfers wurden gemeldet. Zahlreiche Vögel leben auf dem Gelände, wie das Schwarzkehlchen, die Lerche, Turmfalken, das seltene Braunkehlchen. Auf dem umzäunten Gebiet wurden schon Kiebitze und der Wiedehopf gesichtet.

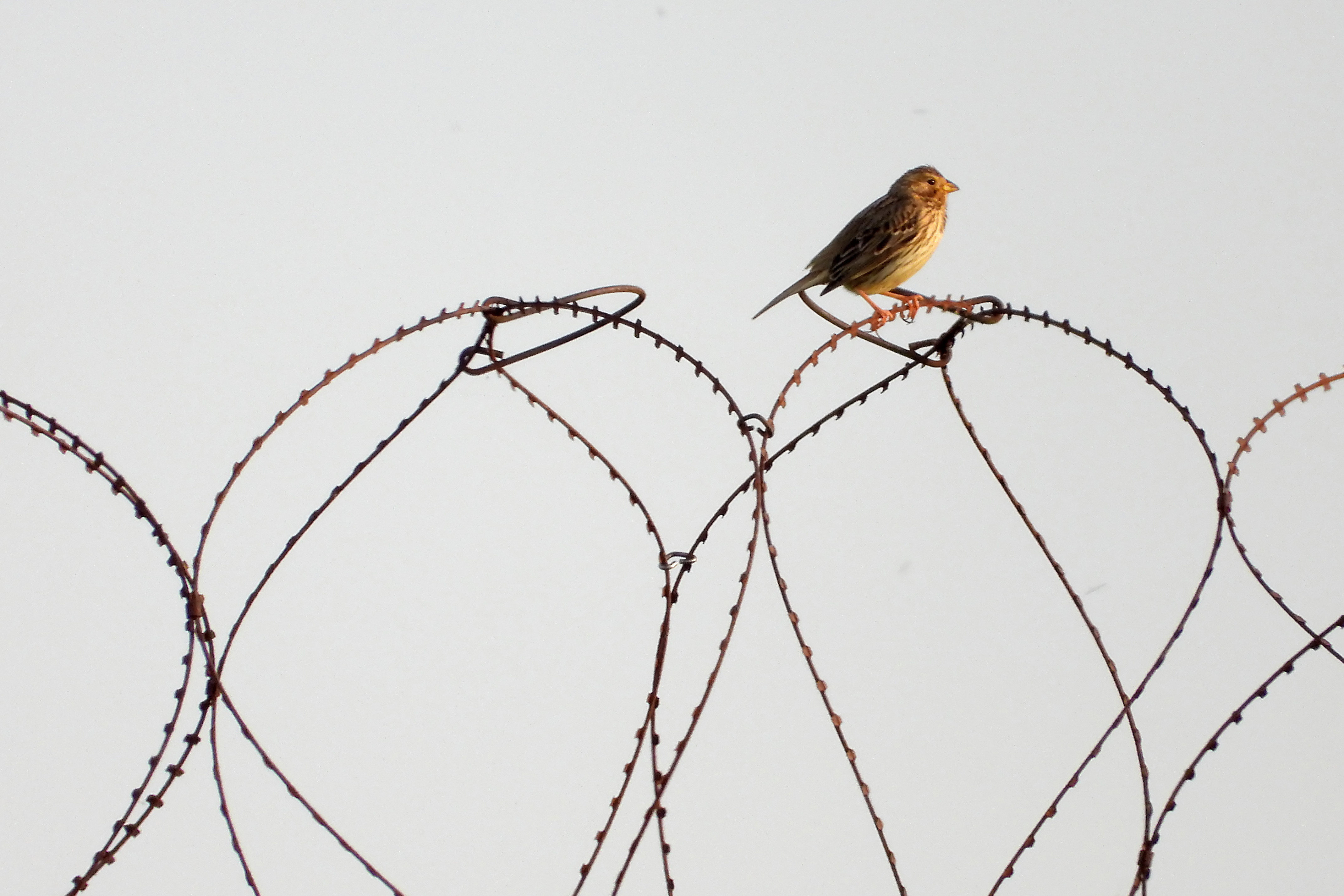
Eine Grauammer auf dem Zaun, der das Flugplatzgelände abschirmt
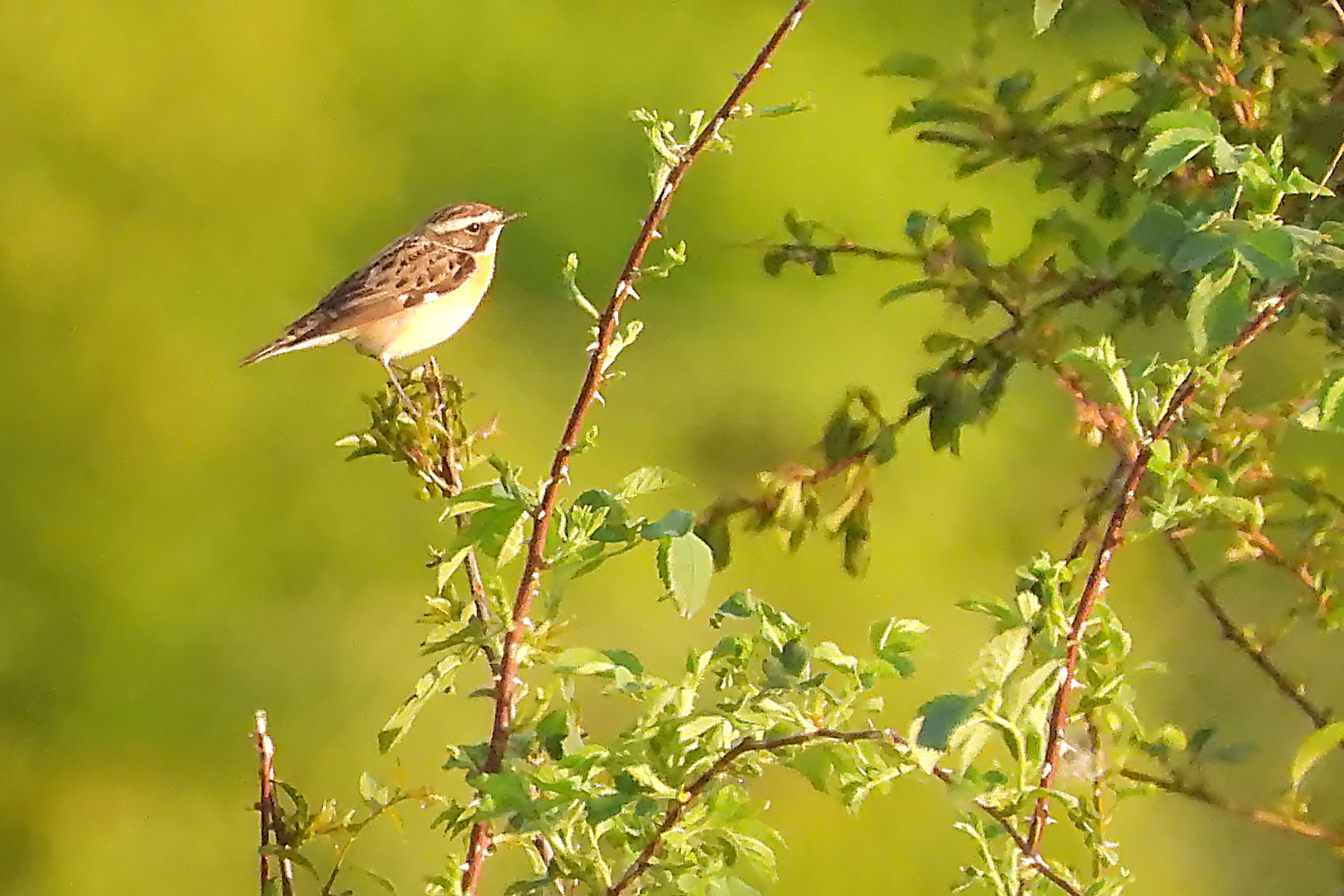
Auch das seltene Braunkehlchen lebt auf dem geschützten Gelände
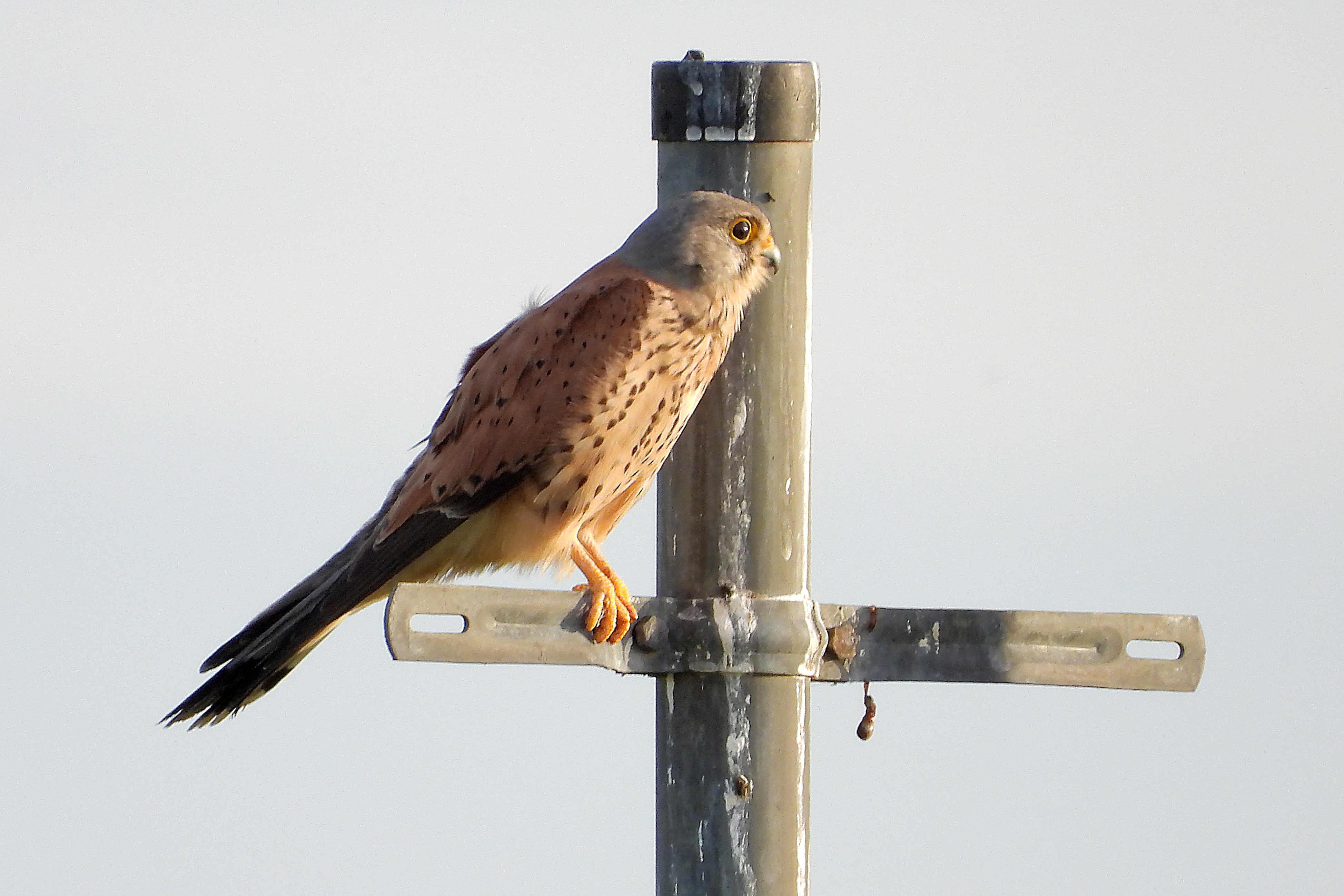
Eine alte Metallstange am Flughafenzaun als Ansitz für den Turmfalken
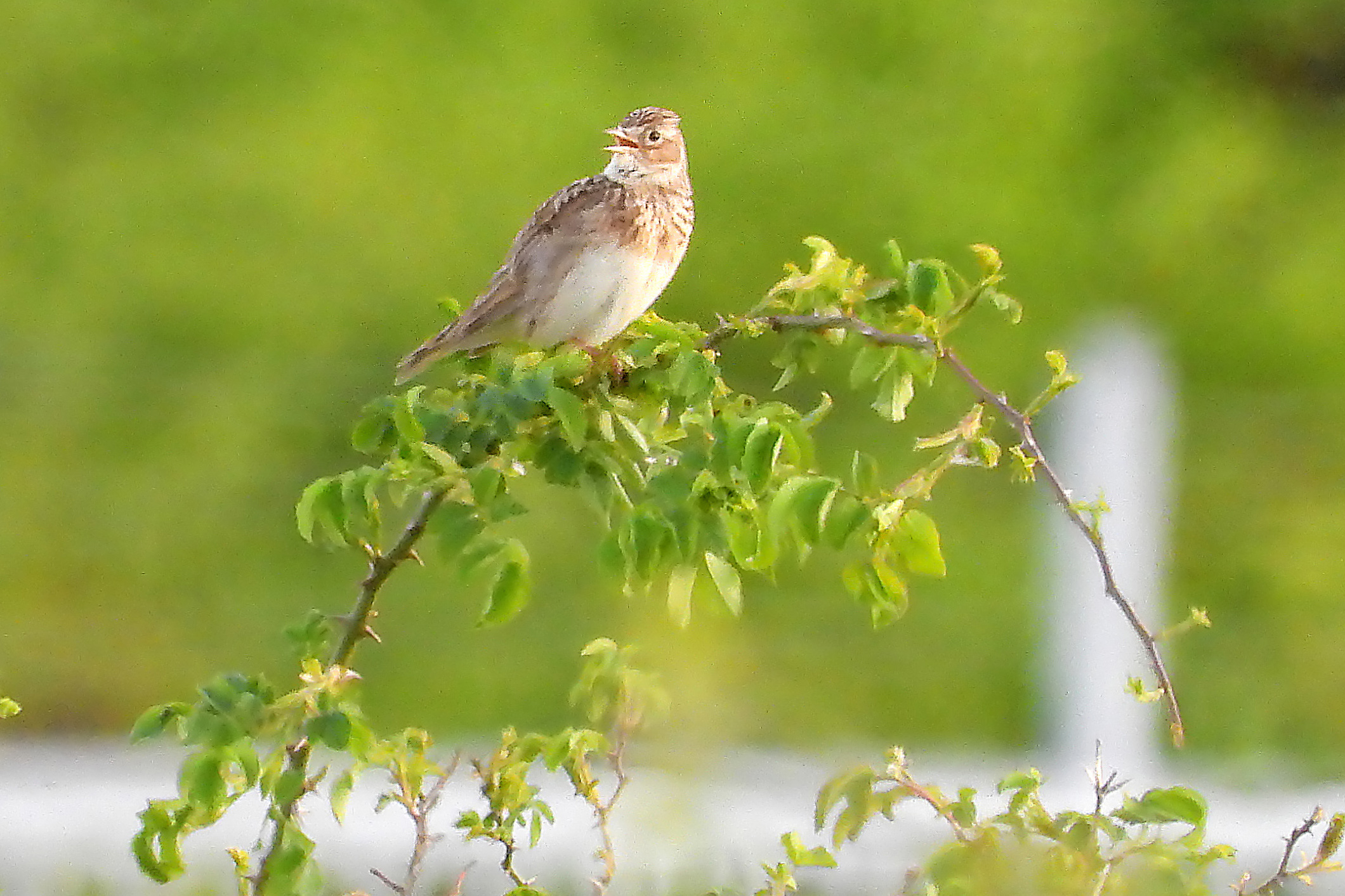
Der Gesang der Lerche ist typisch für das Gebiet
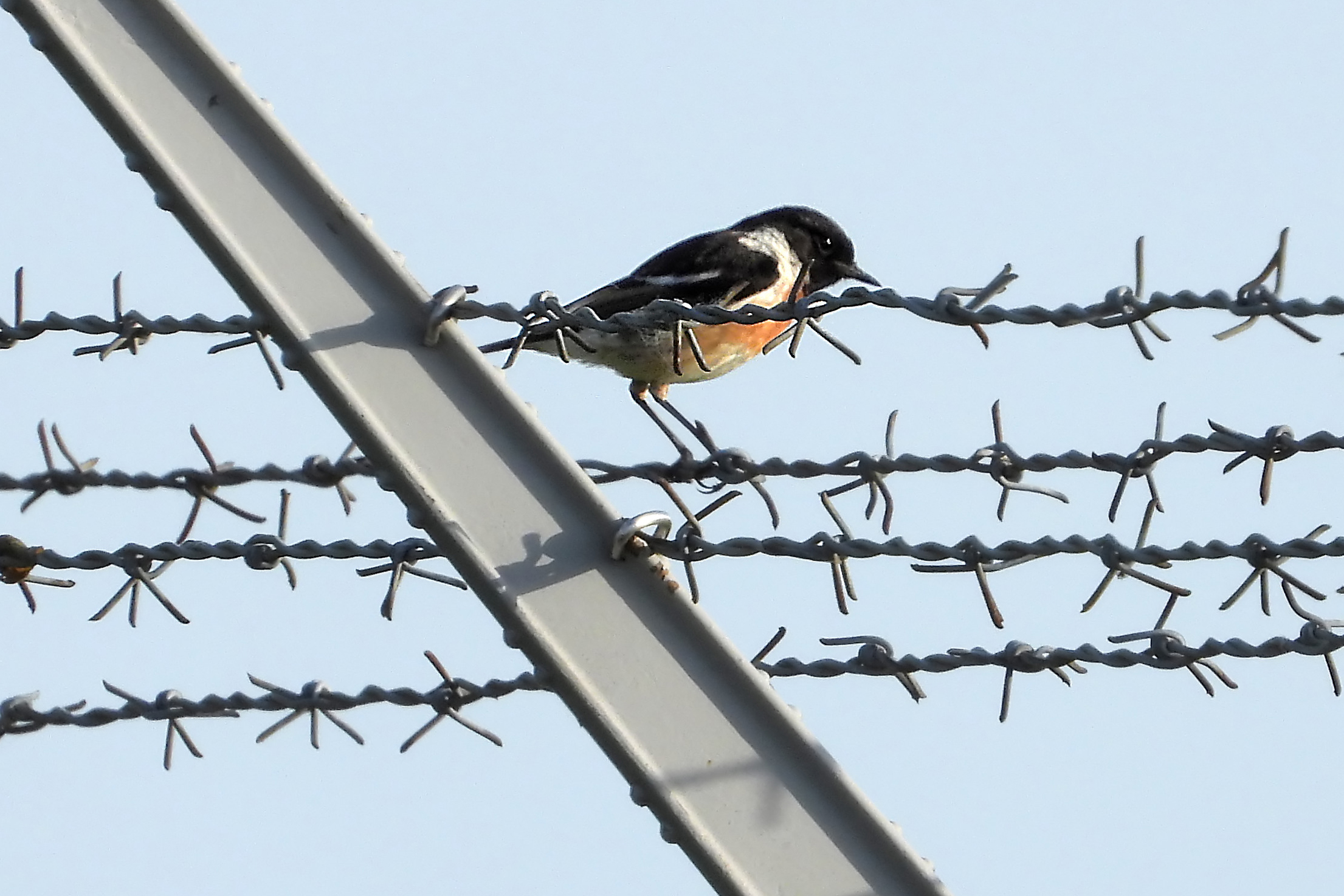
Das Schwarzkehlchen ist in den letzten Jahren häufiger geworden
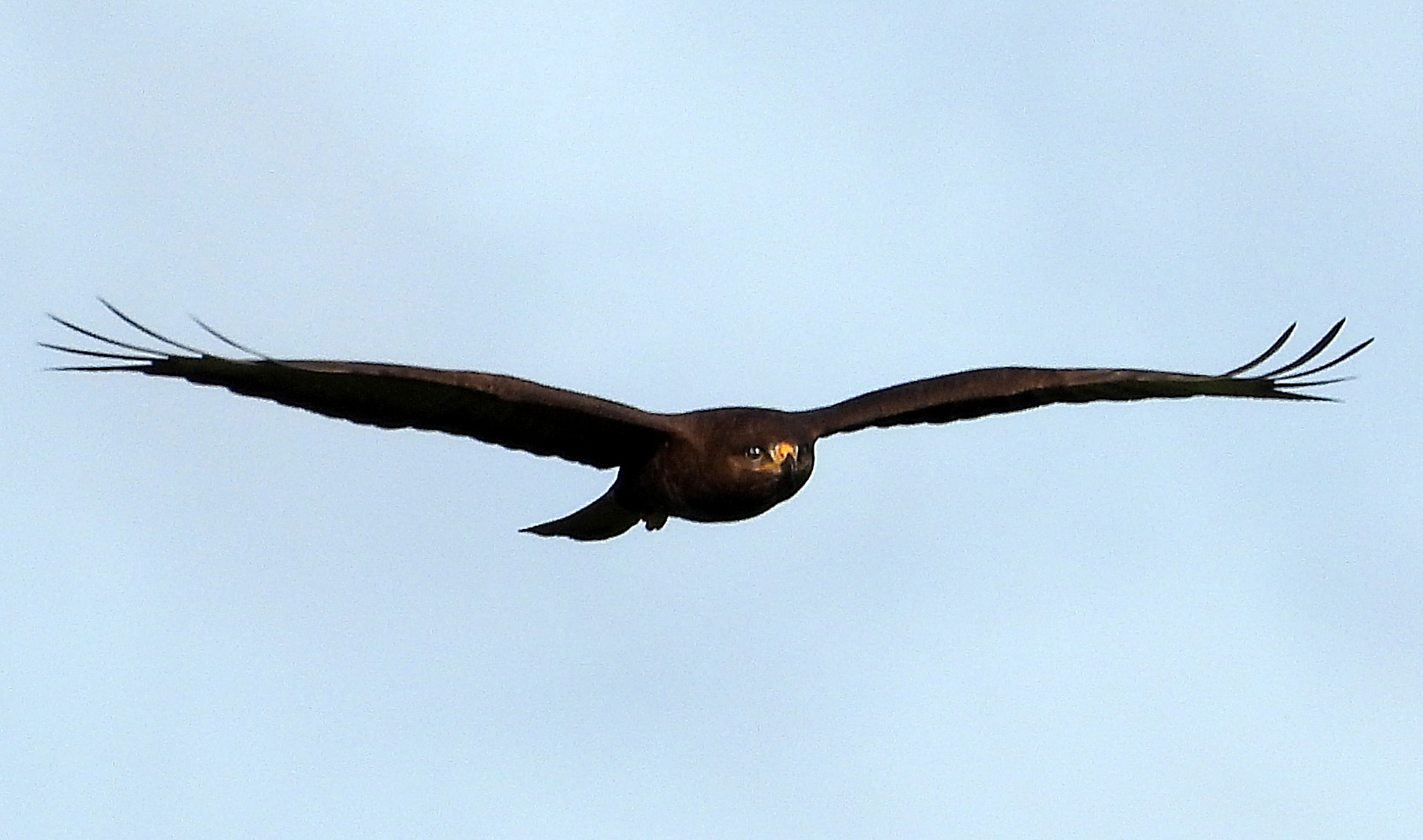
Auch für den Schwarzmilan soll hier ein ungestörter Lebensraum erhalten bleiben